# Medellín
Medellín [meðeˈʝin] ist die Hauptstadt des Departamento Antioquia in Kolumbien. Mit mehr als 2,6 Millionen Einwohnern ist Medellín die zweitgrößte Stadt und gleichzeitig mit fast 4,2 Millionen Einwohnern die zweitgrößte Metropolregion Kolumbiens nach der Hauptstadt Bogotá mit seiner Metropolregion Bogotá (Stand: 2022). Die Stadt ist aufgrund ihres ganzjährig sonnigen und warmen Klimas als „Stadt des ewigen Frühlings“ bekannt.
Medellín gilt heute als eine Vorzeigestadt Lateinamerikas. Gründe hierfür sind die erfolgreiche Integration der zuvor schwer zugänglichen städtischen Randbezirke, deren Anschluss an die Stadt mit preiswertem kommunalen Nahverkehr und Seilbahnen sichergestellt wurde, die Stärkung von Kunst, Kultur und Sport im öffentlichen Raum sowie breite Investitionen in Bildung und Hochschulen. 2012 wurde Medellín vom Wall Street Journal zur innovativsten Stadt der Welt ernannt. Noch in den 90er Jahren war die Stadt von einer hohen Kriminalitätsrate geplagt gewesen, nahm seither jedoch eine rasante Entwicklung und ist heute für seine erfolgreiche Stadtentwicklung weltweit anerkannt.

## Geografie
Die Metropolregion von Medellín, die offiziell Área Metropolitana del Valle de Aburrá genannt wird, umfasst zehn umliegende Gemeinden (municipios), über die sich heute de facto das Stadtgebiet von Medellín erstreckt.
Medellín liegt im Aburrá-Tal, einem Tal in der Zentralkordillere der Anden im nordwestlichen Kolumbien, auf einer Höhe von 1538 m. Medellín wird daher auch Capital de la Montaña, Hauptstadt der Berge, genannt.
Die Metropolregion von Medellín besteht aus den folgenden Städten (von Süden nach Norden):
- Caldas
- La Estrella
- Sabaneta
- Itagüí
- Envigado
- Medellín
- Bello
- Copacabana
- Girardota
- Barbosa

Die Stadt ist berühmt für ihre Gartenanlagen, ihre Blumen und die Vielfalt der Orchideen, die dort heimisch sind. Deswegen hat sie auch den Beinamen Capital de las Flores („Hauptstadt der Blumen“).

### Administrative Aufteilung der Stadt
Medellín ist in 16 Stadtbezirke (comunas), 256 Stadtteile (barrios) und vier ländliche Gebiete (corregimientos) unterteilt. Siehe Liste der Stadtbezirke von Medellín.

### Bevölkerung
Die Gemeinde Medellín hat 2.612.958 Einwohner, von denen 2.570.327 im städtischen Teil (cabecera municipal) der Gemeinde leben. In der Metropolregion Valle de Aburrá leben insgesamt 4.173.692 Menschen (Stand: 2022).

### Klima
Einheimische nennen Medellín auch Bella Villa oder Capital de la Eterna Primavera, Hauptstadt des ewigen Frühlings, da die Temperaturen selten über 30 Grad klettern oder unter 16 Grad fallen. Die Jahresdurchschnittstemperatur beträgt 22 Grad.

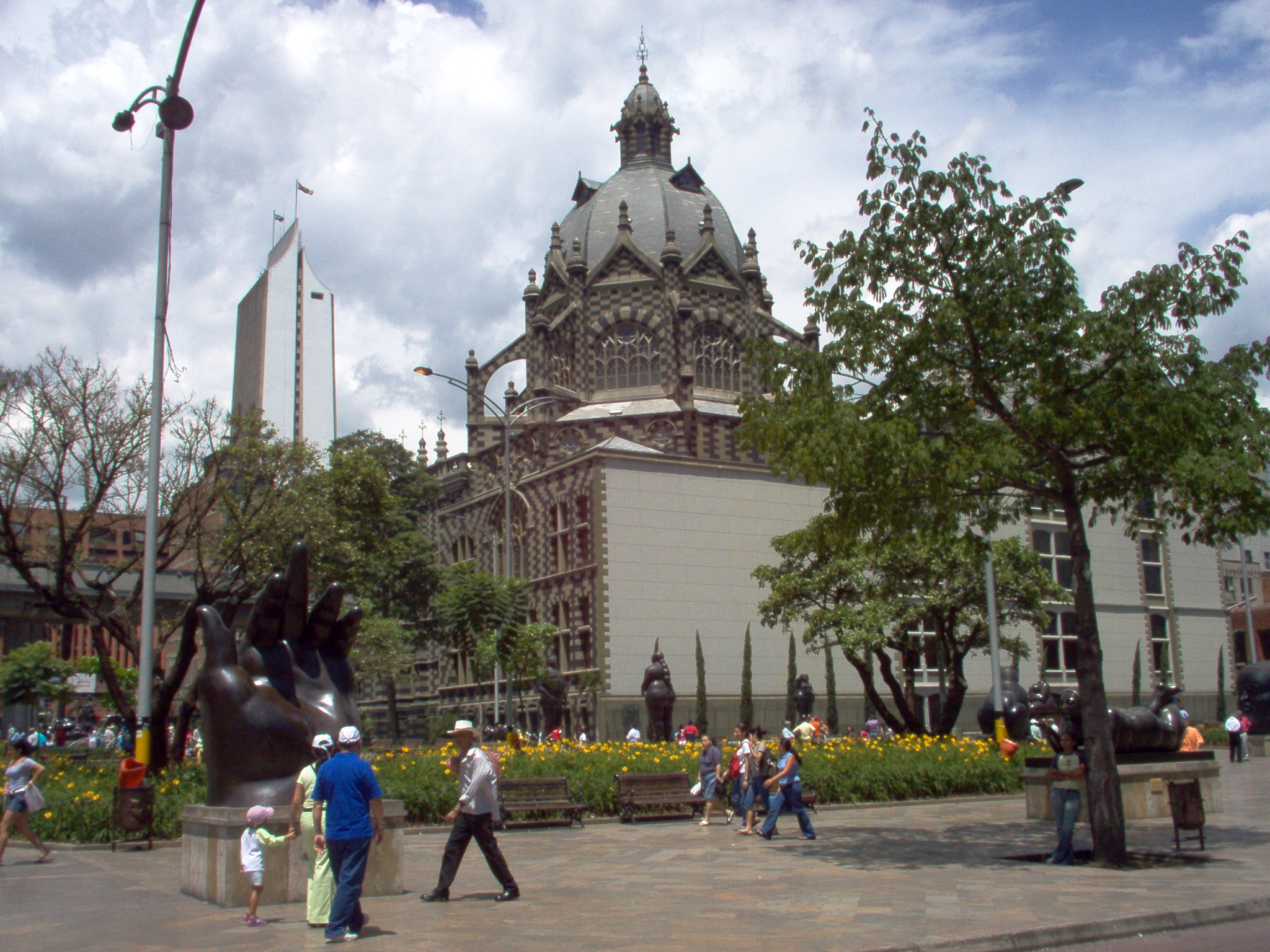
Plaza Botero

|                        | Jan  | Feb  | Mär   | Apr   | Mai   | Jun   | Jul   | Aug   | Sep   | Okt   | Nov   | Dez  |   |         |
| Mittl. Temperatur (°C) | 21,9 | 22,1 | 22,1  | 22,0  | 21,8  | 22,4  | 22,5  | 22,4  | 21,8  | 21,1  | 21,2  | 21,4 | ⌀ | 21,9    |
| Mittl. Tagesmax. (°C)  | 27,7 | 28,0 | 28,0  | 27,6  | 27,4  | 27,9  | 28,3  | 28,2  | 27,7  | 26,8  | 27,0  | 27,1 | ⌀ | 27,6    |
| Mittl. Tagesmin. (°C)  | 16,7 | 16,9 | 17,2  | 17,4  | 17,3  | 17,0  | 16,5  | 16,6  | 16,5  | 16,6  | 16,9  | 16,7 | ⌀ | 16,9    |
|                        |      |      |       |       |       |       |       |       |       |       |       |      |   |         |
| Niederschlag (mm)      | 61,4 | 76,1 | 120,6 | 163,1 | 199,5 | 147,7 | 118,9 | 154,0 | 171,7 | 221,0 | 151,1 | 87,8 | Σ | 1.672,9 |
|                        |      |      |       |       |       |       |       |       |       |       |       |      |   |         |
| Sonnenstunden (h/d)    | 5,7  | 5,3  | 5,0   | 4,3   | 4,5   | 5,6   | 6,6   | 6,2   | 5,0   | 4,3   | 4,6   | 5,0  | ⌀ | 5,2     |
|                        |      |      |       |       |       |       |       |       |       |       |       |      |   |         |
| Regentage (d)          | 12   | 13   | 17    | 21    | 24    | 18    | 16    | 20    | 22    | 25    | 21    | 15   | Σ | 224     |
|                        |      |      |       |       |       |       |       |       |       |       |       |      |   |         |
| Luftfeuchtigkeit (%)   | 66   | 65   | 67    | 71    | 72    | 70    | 65    | 66    | 70    | 74    | 71    | 71   | ⌀ | 69      |

| 16,7 |

| 16,9 |

| 17,2 |

| 17,4 |

| 17,3 |

| 17,0 |

| 16,5 |

| 16,6 |

| 16,5 |

| 16,6 |

| 16,9 |

| 16,7 |

| 16,7 |

| 16,9 |

| 17,2 |

| 17,4 |

| 17,3 |

| 17,0 |

| 16,5 |

| 16,6 |

| 16,5 |

| 16,6 |

| 16,9 |

| 16,7 |

## Geschichte

### Spanische Eroberung des Tals

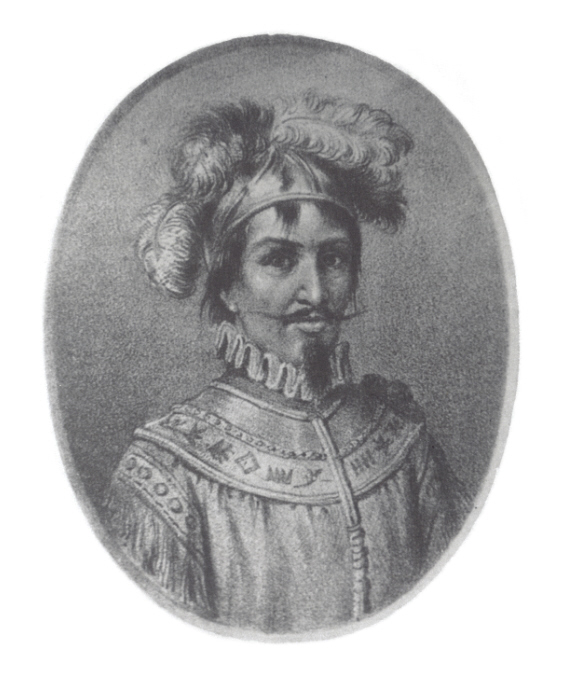
Marschall Jorge Robledo

Im August 1541 befand sich Marschall Jorge Robledo an dem heute als Heliconia bekannten Ort, als er in die Ferne sah und etwas erblickte, was er für ein Tal hielt. Er entsandte Jerónimo Luis Tejelo, um das Gebiet zu erkunden, und in der Nacht des 23. August erreichte Tejelo die Ebene des heutigen Aburrá-Tals. Die Spanier gaben dem Tal den Namen „Tal des Heiligen Bartholomäus“. Dieser wurde jedoch aufgrund der textilen Verzierungen der Einheimischen bald in den einheimischen Namen Aburrá geändert, was „Maler“ bedeutet.
1574 bat Gaspar de Rodas den cabildo Antioquias um zehn Quadratkilometer Land, um Viehzucht im Tal zu etablieren und eine Farm zu bauen. Der Cabildo gewährte ihm acht Quadratkilometer Land.
1616 gründete Francisco de Herrera y Campuzano eine Siedlung mit 80 Indigenen und nannte sie Poblado de San Lorenzo, heute „El Poblado“. 1646 ordnete ein Kolonialgesetz die Trennung der Indigenen von Mestizen und Mulatten an, so dass die Kolonialverwaltung mit dem Bau einer neuen Stadt in Aná, dem heutigen Berrío-Park, begann, wo die Kirche Nuestra Señora de la Candelaria de Aná gebaut wurde.

### Wachstum der Stadt
Die Bedeutung von Medellín und ihr Wohlstand hatten ihren Ursprung in der Produktion von Kaffee seit 1880 und der ständig wachsenden Nachfrage.

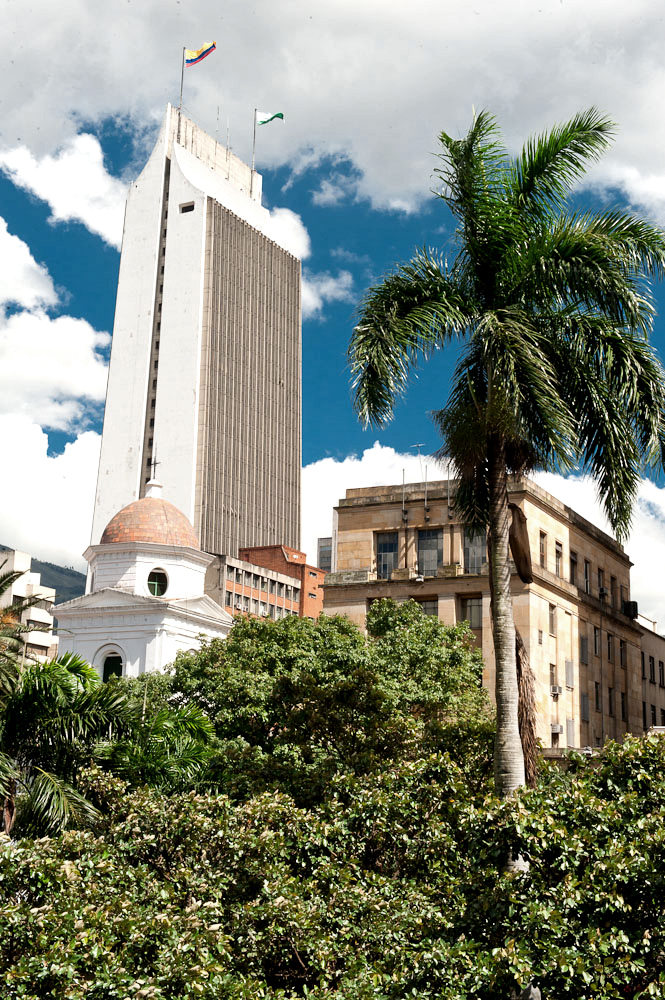
Edificio Coltejer Hintergrund

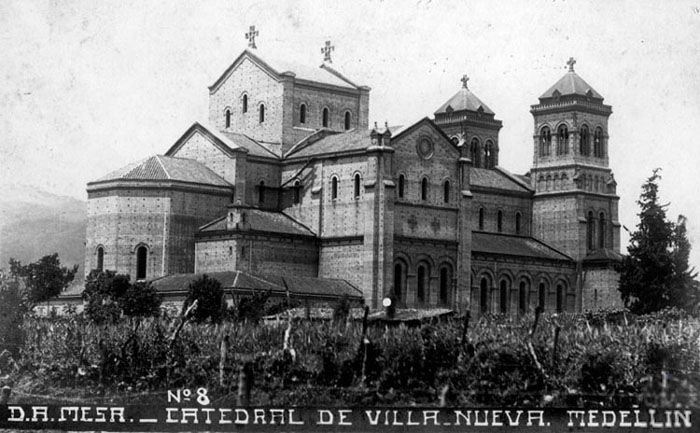
Medellin Kathedrale, 1927

Die Industrialisierung des Gebietes begann am Ende des 19. Jahrhunderts. Die Stadt entwickelte sich aber erst in den 1930er Jahren zu einem wichtigen Industriezentrum. In den 1980er Jahren litt das öffentliche Leben der Stadt unter der Drogenmafia des Medellín-Kartells, das eine führende Rolle im weltweiten Handel mit Kokain einnahm.
Mit dem Namen der Stadt verbindet sich auch die II. Generalversammlung des Lateinamerikanischen Episkopats vom 24. August bis 6. September 1968, auf der die katholische Kirche des Subkontinents eine historische Wende vollzog und sich zur Option für die Armen bekannte. Siehe Befreiungstheologie.
Zuletzt wurde von der Stadtverwaltung eine Aufwertung der ärmsten Stadtteile durch architektonisch anspruchsvolle Bauprogramme unternommen, die der Stadt die vom Urban Land Institute vergebene Auszeichnung „Innovativste Stadt des Jahres“ und den „Lee Kuan Yew World City Prize“ eingebracht hat.

## Bevölkerung
Die Einwohner der Stadt nennen sich medellinenses und die des Departamento Antioquia nennen sich selbst paisa.

## Bauwerke
- Torre Coltejer
- Torre del Café

## Kultur und Sehenswürdigkeiten

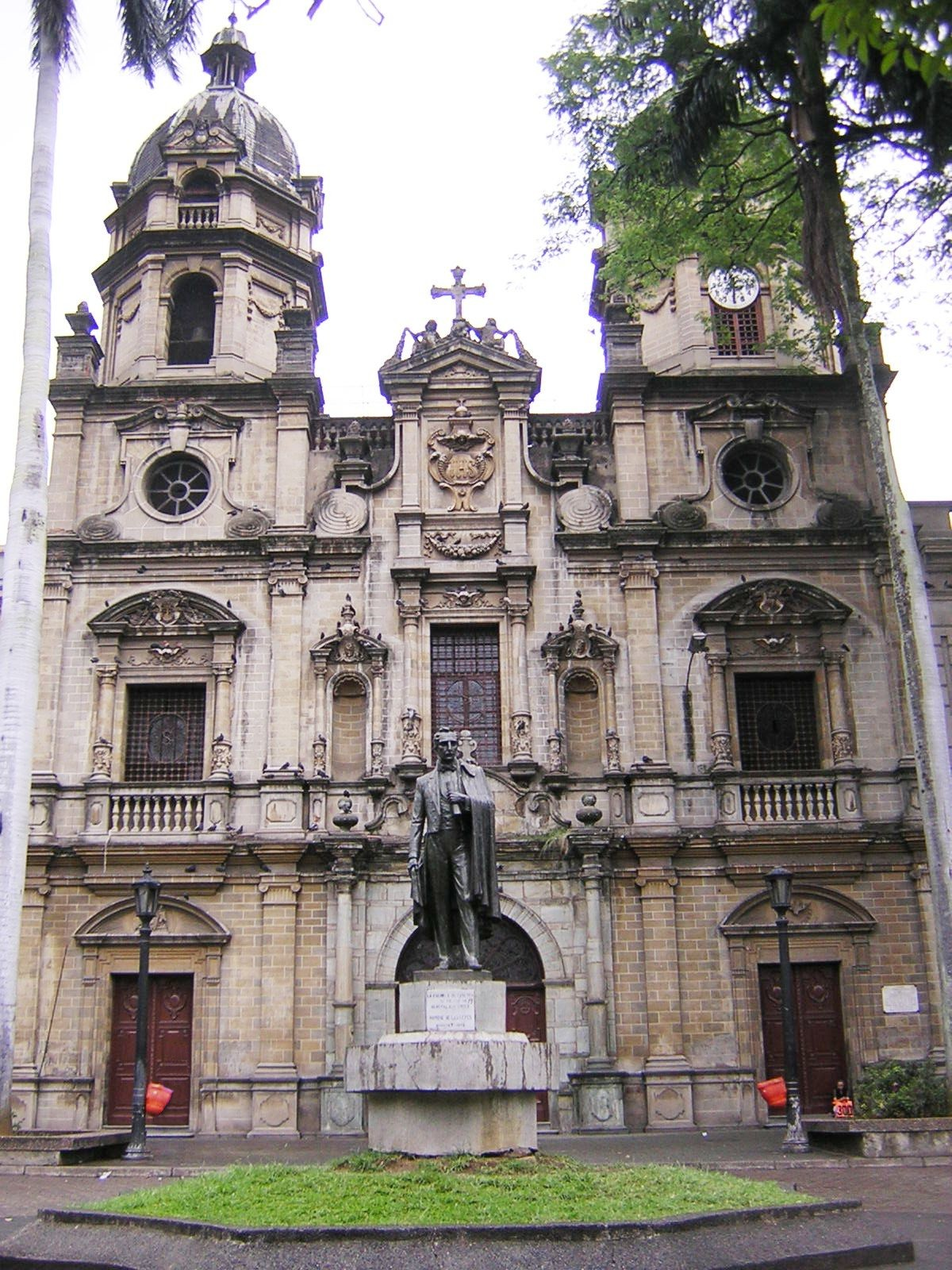
Iglesia de San Ignacio. Medellin Zentrum

- Die das Stadtzentrum überragende Kathedrale des Erzbistums Medellín ist eine neuromanische Lehmziegel-Basilika; Baubeginn war 1890, Fertigstellung und Weihe 1931. Ihre große dreimanualige romantische Orgel des deutschen Orgelbauers Oscar Walcker[7] aus Ludwigsburg wurde mit Unterstützung der deutschen Bundesregierung im Jahr 2009/10 von der deutschen Orgelbauwerkstatt Oberlinger restauriert.
- Im Botanischen Garten befindet sich u. a. das Orquideorama, eine Sammlung von Orchideen.
- Im Museo de Antioquia sowie auf dem Plaza de Botero sind Werke, insbesondere Plastiken des Künstlers Fernando Botero zu sehen.
- Der Bildhauer Rodrigo Arenas Betancur zeigt in der Stadt mehrere Skulpturen.
- Das 2011 eröffnete Museo Casa de la Memoria erinnert an die Drogen- und Bürgerkriege in Kolumbien seit 1948.
- Am 27. Dezember 2011 wurde im Stadtviertel Comuna 13 San Javier die längste Rolltreppe der Welt eingeweiht.[8] Sie überwindet einen Höhenunterschied von umgerechnet 28 Stockwerken. Sie hat ca. 5 Millionen Euro gekostet.
- Das Planetario Municipal Jesus Emilio Ramirez Gonzalez ist das erste computergesteuerte Planetarium in einer südamerikanischen Stadt.
- Die Hip-Hop-Gruppe Sociedad FB7 wurde in Medellín gegründet.
- Das Museo de Arte Moderno de Medellín verfügt über eine umfangreiche Sammlung hauptsächlich kolumbianischer, moderner und zeitgenössischer Kunst.
- Der Skulpturenpark Parque de las Esculturas del Cerro Nutibara besteht seit 1983.

## Regelmäßige Veranstaltungen / Feste
Medellín ist über die Grenzen Kolumbiens bekannt für seine Feste; zu diesen zählen:
- Feria de Flores (Blumenfestival) jährlich im August
- Festival Internacional de Poesía de Medellín (Internationales Poesiefestival Medellín) jährlich im Sommer seit 1991
- Fiesta de Luz (Lichterfestival): Beim Lichterfestival wird jedes Jahr zur Weihnachtszeit der Fluss Medellín mit Millionen von Lichtern ausgeleuchtet

## Sport

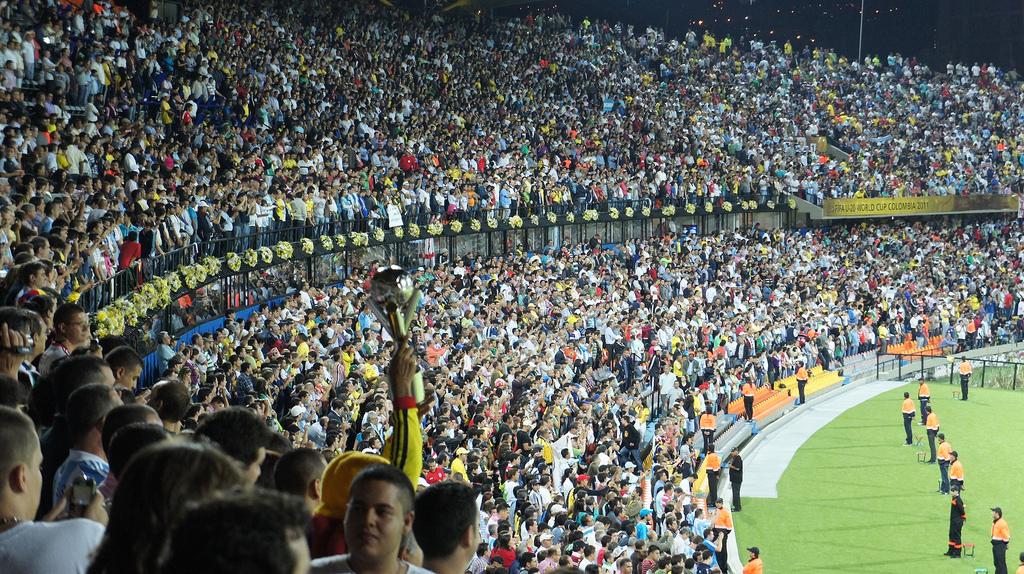
Atanasio Girardot Stadium während eines Spiels bei der FIFA U-20-Weltmeisterschaft 2011.

- In Medellín findet seit 1995 jedes Jahr im September ein Halbmarathon statt.
- Mit Independiente Medellín und Atlético Nacional hat Medellín zwei Fußballteams, die in der Primera A spielen.
- 2010 fanden die Südamerikaspiele in Medellín statt.

## Wirtschaft und Infrastruktur

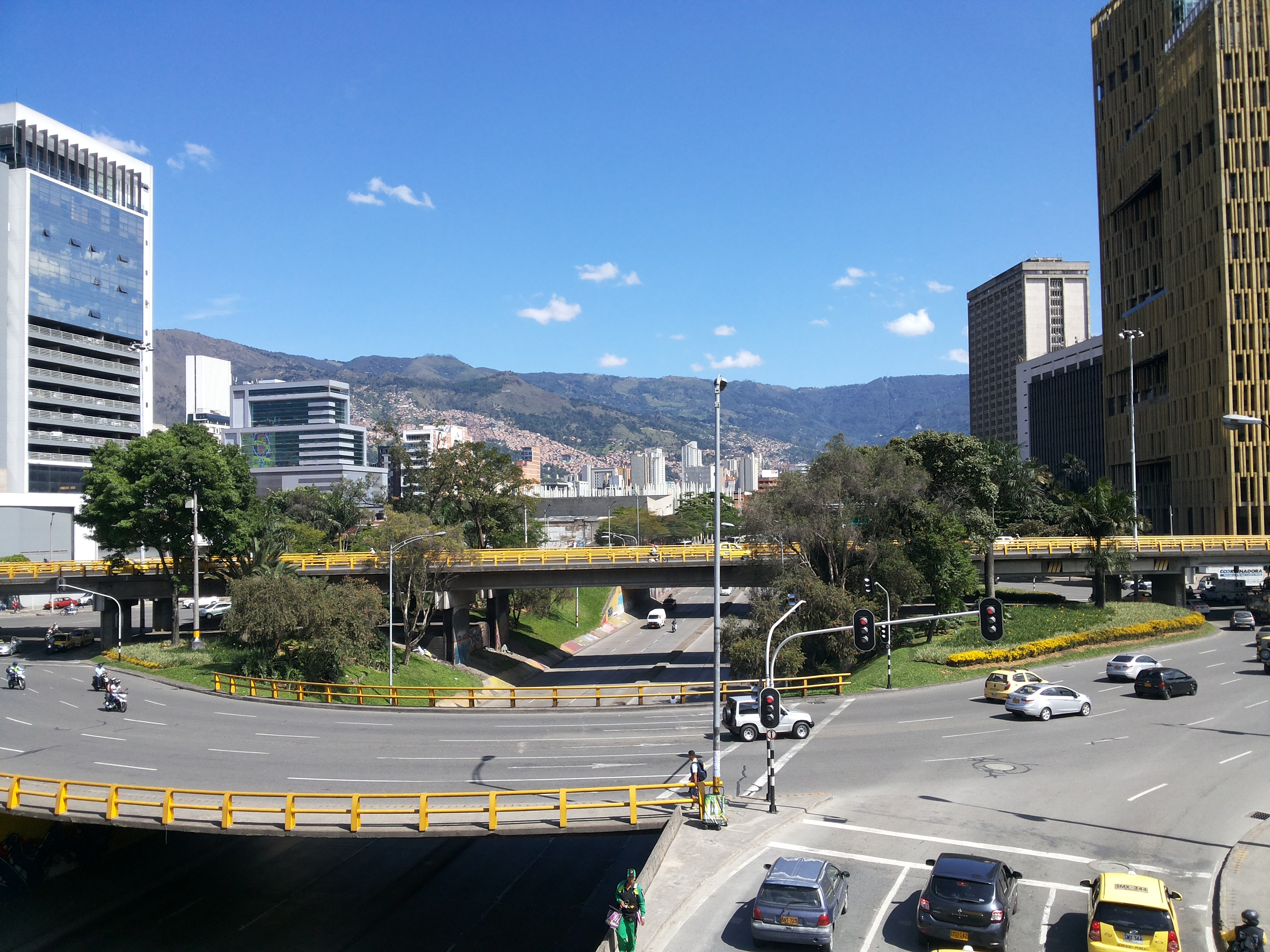
Straßenkreuzung an der Avenida del Ferrocarril

In der Stadt befinden sich Betriebe der Textilindustrie, der Konfektion, der Nahrungsmittel- und Tabakindustrie, der Herstellung von Landwirtschaftsmaschinen, der metallurgischen und chemischen Industrie, der Zementherstellung, der Möbelindustrie und weitere Industriezweige. Damit steht Medellín inzwischen an zweiter Stelle der nationalen Industrieproduktion und an erster Stelle in Südamerika in Bezug auf die Textilherstellung. Inzwischen hat sich neben der Industrie aber auch ein sehr breiter tertiärer Sektor entwickelt. Ein weiteres wirtschaftliches Standbein ist die Blumenproduktion. Hauptsächlich werden Orchideen für den Export in die USA, nach Europa oder Asien gezüchtet. Zu Ehren dieses bedeutenden Wirtschaftszweigs veranstaltet Medellín seit 1957 die Feria de Flores.

## Verkehr

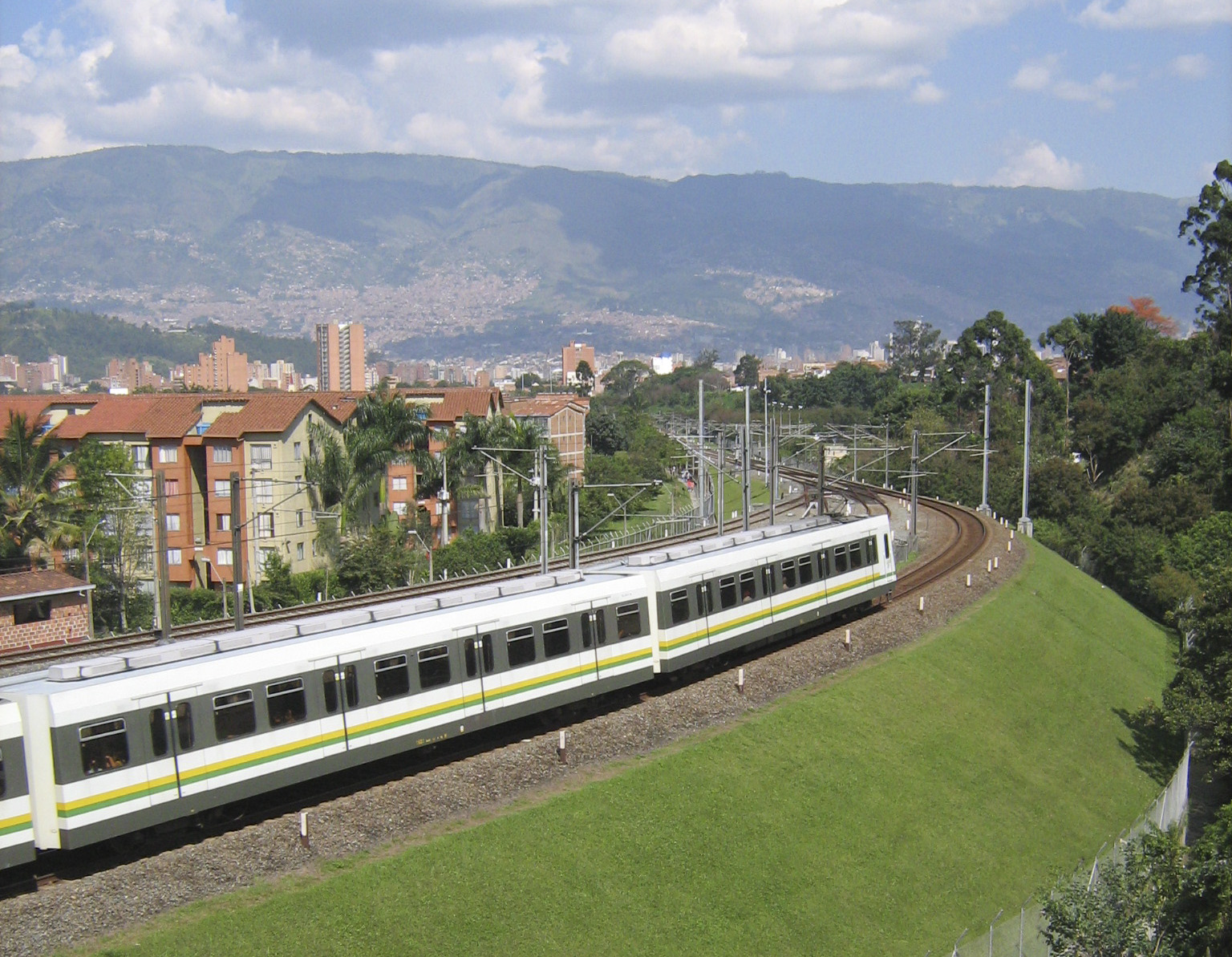
Die Linie B im Sektor San Javier der Metro Medellín

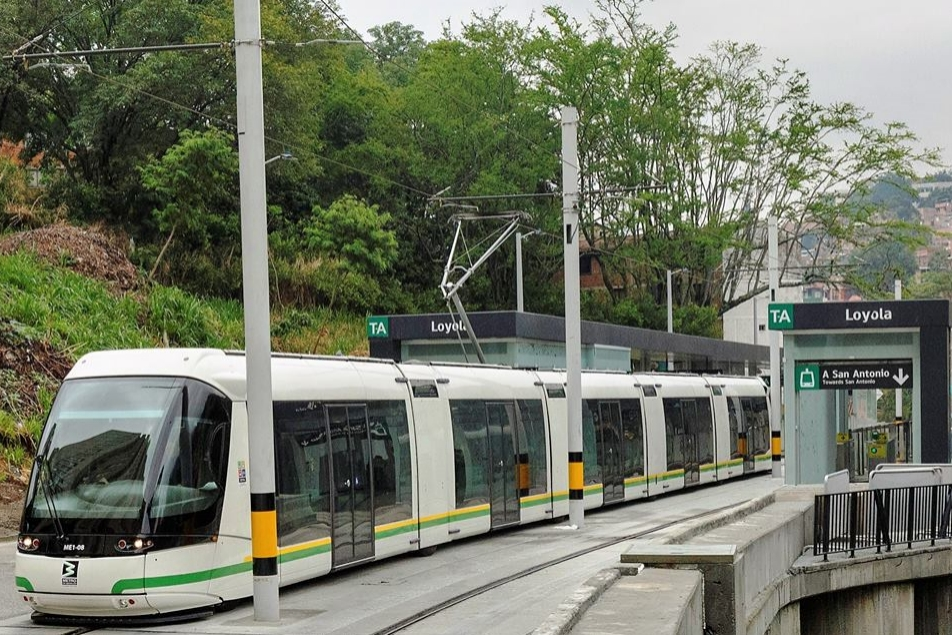
Haltestelle Loyola der Ayacucho-Tram

Medellín verfügt als einzige Stadt Kolumbiens über eine Hochbahn (eröffnet 1995), die sie mit ihrer Umgebung verbindet. Die Metro de Medellín hat zwei Linien mit insgesamt 42 km Schienennetz. Die Stadt betreibt auch sechs Seilbahnlinien zu den Armenvierteln Santo Domingo und San Javier sowie die Ayacucho-Tram, eine spurgeführte Oberleitungstramlinie nach dem System Translohr. Pro Jahr transportieren die Seilbahnen rund 100 Millionen Passagiere. Der Betrieb und sein Ausbau finanziert sich über das UN-Konzept zum Klimaschutz durch Emissionshandel. Da das Seilbahnsystem jährlich etwa 20.000 Tonnen CO2 einspart, ist die Stadt in der Lage, entsprechende Emissionszertifikate zu verkaufen. Die Auswirkungen des Seilbahnsystems werden hinsichtlich Abgasemissionen, Kriminalität und Strukturveränderungen in den einbezogenen Armenviertel positiv bewertet.
Die Stadt hat 2012 den Sustainable Transport Award gewonnen.
Der Stadtflughafen Enrique Olaya Herrera bedient nationale Verbindungen. Der deutlich größere Flughafen Rionegro liegt etwa 25 km südöstlich der Stadt und bietet zahlreiche internationale Verbindungen, u. a. nach Madrid, Frankfurt und New York. Seit August 2019 ist der Flughafen Rionegro über den Túnel de Oriente verkehrsgünstiger in etwa 17 Minuten ans Stadtzentrum angebunden.

## Bildung
Die Universidad de Antioquia (UdeA, gegründet 1803), die Universidad Nacional de Colombia (UNAL), die Universität Medellín (UdeM, eröffnet 1950), die Päpstliche Universität Bolivariana (UPB, eröffnet 1936), die Universidad EAFIT (eröffnet 1960) und die Universidad Autónoma Latinoamericana (eröffnet 1966) sind in der Stadt beheimatet.
Seit 1983 besteht das Tecnológico de Antioquia.
Unter dem ehemaligen Bürgermeister Sergio Fajardo Valderrama wurde eine großangelegte Bildungskampagne gestartet, zum Beispiel wurde für sechs Millionen US-Dollar die Bibliothek und umgebende Anlage Parque Biblioteca España im Stadtteil Santo Domingo errichtet.
Zu einer besonderen Bedeutung brachte es auch die Deutsche Schule Medellín in Itagüí, die Anfang 2011 einen sowohl in akustischer als auch in architektonischer Sicht hervorragenden Konzertsaal für 600 Besucher erhielt, auf dessen großer Bühne mit einer 2012 fertiggestellten Pfeifenorgel alle Konzerte in Originalinstrumentierung und Besetzung aufgeführt werden können.

## Kriminalität
Die Statistik berichtet von mehr als 45.000 Tötungsdelikten im Zeitraum 1990–1999. Erst nachdem paramilitärische Milizen vertrieben und Ende 2003 entwaffnet wurden, sank die Zahl drastisch von 6.658 Fällen (1991) auf 778 Fälle (2004) und lag somit unter dem Durchschnitt anderer lateinamerikanischer Großstädte. Dem Stadtviertel Sierra wurde 2005 der Dokumentationsfilm La Sierra gewidmet. Er handelt von den jugendlichen Kämpfern der Bande Bloque Metro, die im internen bewaffneten Konflikt ihr Stadtviertel zu verteidigen versuchen. Medellín erreichte seinen niedrigsten Stand an Morden im August 2007.
Die Anzahl der Tötungsdelikte stieg danach aber wieder erheblich an und lag 2009 bei 2.189 Fällen. In den Jahren 2016 (533 Opfer), 2017 (579), 2018 (625) und 2019 (591) pendelte sich die Anzahl der Tötungsdelikte auf etwa 600 für ganz Medellín ein, wobei das Zentrum der Stadt und die Comuna 13 San Javier weit an der Spitze stehen. In den Folgejahren sank sie weiter. 2023 lag sie bei 375 Fällen.

## Städtepartnerschaften
- Fort Lauderdale, Florida,  Vereinigte Staaten
- Bogotá,  Kolumbien
- Bilbao,  Spanien